# Thio (Nieuw-Caledonië)
Thio is een gemeente in Nieuw-Caledonië en telt 2.643 inwoners (2014). De oppervlakte bedraagt 997,6 km², de bevolkingsdichtheid is 2,6 inwoners per km².